# Petecuy
Petecuy fue un cacique de Lilian, comarca indígena localizada en el actual departamento de Valle del Cauca (Colombia). En los cerros de la cruz donde se impuso a otros cinco caciques de la región y llegó a mantener un control unificado en la región por 20  años junto con su esposa. Su esposa también se destacó como gran guerrera. Enfrentó la Conquista española, primero combatiendo contra los conquistadores. Después abandonó las poblaciones de los lilies de modo que los españoles encontraron estos poblados vacíos.